# Elland
Elland è un paese di 10.710 abitanti della contea del West Yorkshire, in Inghilterra.